# Dänische Eishockeymeisterschaft 1959/60
Die Saison 1959/60 war die dritte Austragung der dänischen Eishockeymeisterschaft. Meister wurde zum insgesamt zweiten Mal in der Vereinsgeschichte der KSF Kopenhagen.

## Regionalturnier Jütland
Teilnehmer
- Silkeborg SF
- Esbjerg SK

## Finalturnier
Teilnehmer
- KSF Kopenhagen
- Rungsted IK
- Silkeborg SF

Halbfinale
| 1960 | Rungsted IK | 17:1 | Silkeborg SF |  |

Finale
| 1960 | KSF Kopenhagen | 6:5 | Rungsted IK |  |